# Wilton River
Der Wilton River ist ein Fluss im Norden des australischen Northern Territory.

## Geografie

### Flusslauf
Der Fluss entspringt im Zentrum des Arnhemlandes und fließt nach Süden. Bei Mobarn kreuzt er die Central Arnhem Road. Weiter südlich passiert er die Collera Mountains im Westen und mündet bei Wilton Crossing in den Roper River.

### Nebenflüsse mit Mündungshöhen
Nebenflüsse des Wilton River sind:
- Wilton River (West Branch) – 137 m
- Horse Creek – 65 m
- Jasper Creek – 62 m
- Emu Creek – 55 m
- Mainoru River – 55 m
- Bunburra Creek – 55 m
- Bokala Creek – 51 m
- Bright Creek – 30 m
- Kookaburra Creek – 9 m

### Durchflossene Seen
Er durchfließt folgende Seen/Stauseen/Wasserlöcher:
- Bulman Waterhole – 84 m
- Wongalara Waterhole – 53 m